# Lista över fornlämningar i Lilla Edets kommun
Lista över fornlämningar i Lilla Edets kommun är en förteckning av ett urval av de fornlämningar som finns i Lilla Edets kommun.

## Ale-Skövde
| Namn             | Lämningstyp                 | Tillkomsttid | Historisk indelning       | Plats | Läge                 | ID-nr          | Bild                                 |
| ---------------- | --------------------------- | ------------ | ------------------------- | ----- | -------------------- | -------------- | ------------------------------------ |
| Ale-Skövde 2:1   | Hög                         |              | Ale-Skövde, Västergötland |       | 58.050206, 12.201449 | 10162400020001 | Ladda upp en bild av detta fornminne |
| Ale-Skövde 3:1   | Röse                        |              | Ale-Skövde, Västergötland |       | 58.044507, 12.207385 | 10162400030001 | Ladda upp en bild av detta fornminne |
| Ale-Skövde 7:1   | Stenkammargrav              |              | Ale-Skövde, Västergötland |       | 58.064515, 12.214452 | 10162400070001 | Ladda upp en bild av detta fornminne |
| Ale-Skövde 8:1   | Grav markerad av sten/block |              | Ale-Skövde, Västergötland |       | 58.061328, 12.208707 | 10162400080001 | Ladda upp en bild av detta fornminne |
| Ale-Skövde 10:1  | Stensättning                |              | Ale-Skövde, Västergötland |       | 58.112487, 12.250327 | 10162400100001 | Ladda upp en bild av detta fornminne |
| Ale-Skövde 15:1  | Stensättning                |              | Ale-Skövde, Västergötland |       | 58.059648, 12.212065 | 10162400150001 | Ladda upp en bild av detta fornminne |
| Ale-Skövde 15:2  | Stensättning                |              | Ale-Skövde, Västergötland |       | 58.059564, 12.212387 | 10162400150002 | Ladda upp en bild av detta fornminne |
| Ale-Skövde 17:1  | Stenkammargrav              |              | Ale-Skövde, Västergötland |       | 58.100723, 12.270790 | 10162400170001 | Ladda upp en bild av detta fornminne |
| Ale-Skövde 17:2  | Stenkrets                   |              | Ale-Skövde, Västergötland |       | 58.100830, 12.270952 | 10162400170002 | Ladda upp en bild av detta fornminne |
| Ale-Skövde 17:3  | Stenkammargrav              |              | Ale-Skövde, Västergötland |       | 58.100581, 12.270726 | 10162400170003 | Ladda upp en bild av detta fornminne |
| Ale-Skövde 18:1  | Stensättning                |              | Ale-Skövde, Västergötland |       | 58.104728, 12.278266 | 10162400180001 | Ladda upp en bild av detta fornminne |
| Ale-Skövde 19:1  | Röse                        |              | Ale-Skövde, Västergötland |       | 58.105527, 12.311093 | 10162400190001 | Ladda upp en bild av detta fornminne |
| Ale-Skövde 20:1  | Stenkammargrav              |              | Ale-Skövde, Västergötland |       | 58.111991, 12.310441 | 10162400200001 | Ladda upp en bild av detta fornminne |
| Ale-Skövde 21:1  | Röse                        |              | Ale-Skövde, Västergötland |       | 58.116022, 12.300747 | 10162400210001 | Ladda upp en bild av detta fornminne |
| Ale-Skövde 23:1  | Grav markerad av sten/block |              | Ale-Skövde, Västergötland |       | 58.104219, 12.290171 | 10162400230001 | Ladda upp en bild av detta fornminne |
| Ale-Skövde 40:1  | Gravfält                    |              | Ale-Skövde, Västergötland |       | 58.061206, 12.207411 | 10162400400001 | Ladda upp en bild av detta fornminne |
| Ale-Skövde 104:1 | Stensättning                |              | Ale-Skövde, Västergötland |       | 58.061415, 12.216937 | 10162401040001 | Ladda upp en bild av detta fornminne |
| Ale-Skövde 123:1 | Stensättning                |              | Ale-Skövde, Västergötland |       | 58.060017, 12.206534 | 10162401230001 | Ladda upp en bild av detta fornminne |
| Ale-Skövde 132:1 | Hällristning                |              | Ale-Skövde, Västergötland |       | 58.103861, 12.289328 | 10162401320001 | Ladda upp en bild av detta fornminne |
| Ale-Skövde 136:1 | Hällristning                |              | Ale-Skövde, Västergötland |       | 58.108246, 12.288956 | 10162401360001 | Ladda upp en bild av detta fornminne |
| Ale-Skövde 176:1 | Hällristning                |              | Ale-Skövde, Västergötland |       | 58.099268, 12.261913 | 10162401760001 | Ladda upp en bild av detta fornminne |

## Fuxerna
| Namn                       | Lämningstyp    | Tillkomsttid | Historisk indelning    | Plats | Läge                 | ID-nr          | Bild                                 |
| -------------------------- | -------------- | ------------ | ---------------------- | ----- | -------------------- | -------------- | ------------------------------------ |
| Fuxerna 2:1                | Stensättning   |              | Fuxerna, Västergötland |       | 58.168471, 12.144856 | 10166500020001 | Ladda upp en bild av detta fornminne |
| Fuxerna 3:1                | Stensättning   |              | Fuxerna, Västergötland |       | 58.168007, 12.137231 | 10166500030001 | Ladda upp en bild av detta fornminne |
| Krigsvallen (Fuxerna 7:1)  | Fästning/skans |              | Fuxerna, Västergötland |       | 58.169902, 12.132347 | 10166500070001 | Ladda upp en bild av detta fornminne |
| Fuxerna 10:1               | Röse           |              | Fuxerna, Västergötland |       | 58.150037, 12.140690 | 10166500100001 | Ladda upp en bild av detta fornminne |
| Fuxerna 11:1               | Röse           |              | Fuxerna, Västergötland |       | 58.147206, 12.139682 | 10166500110001 | Ladda upp en bild av detta fornminne |
| Fuxerna 14:1               | Röse           |              | Fuxerna, Västergötland |       | 58.155042, 12.138520 | 10166500140001 | Ladda upp en bild av detta fornminne |
| Smörkullen (Fuxerna 16:1)  | Hällristning   |              | Fuxerna, Västergötland |       | 58.144183, 12.130229 | 10166500160001 | Ladda upp en bild av detta fornminne |
| Fuxerna 18:1               | Röse           |              | Fuxerna, Västergötland |       | 58.142647, 12.139337 | 10166500180001 | Ladda upp en bild av detta fornminne |
| Fuxerna 19:1               | Stensättning   |              | Fuxerna, Västergötland |       | 58.137849, 12.139310 | 10166500190001 | Ladda upp en bild av detta fornminne |
| Fuxerna 21:1               | Stensättning   |              | Fuxerna, Västergötland |       | 58.126645, 12.132995 | 10166500210001 | Ladda upp en bild av detta fornminne |
| Fuxerna 22:1               | Hällristning   |              | Fuxerna, Västergötland |       | 58.126564, 12.125276 | 10166500220001 | Ladda upp en bild av detta fornminne |
| Tingskullen (Fuxerna 23:1) | Hög            |              | Fuxerna, Västergötland |       | 58.126339, 12.127938 | 10166500230001 | Ladda upp en bild av detta fornminne |
| Fuxerna 25:1               | Röse           |              | Fuxerna, Västergötland |       | 58.123120, 12.145015 | 10166500250001 | Ladda upp en bild av detta fornminne |
| Fuxerna 25:2               | Stensättning   |              | Fuxerna, Västergötland |       | 58.123205, 12.144427 | 10166500250002 | Ladda upp en bild av detta fornminne |
| Fuxerna 26:1               | Röse           |              | Fuxerna, Västergötland |       | 58.121945, 12.146043 | 10166500260001 | Ladda upp en bild av detta fornminne |
| Fuxerna 26:2               | Stensättning   |              | Fuxerna, Västergötland |       | 58.122092, 12.145961 | 10166500260002 | Ladda upp en bild av detta fornminne |
| Fuxerna 27:1               | Röse           |              | Fuxerna, Västergötland |       | 58.117461, 12.145651 | 10166500270001 | Ladda upp en bild av detta fornminne |
| Fuxerna 27:2               | Stensättning   |              | Fuxerna, Västergötland |       | 58.117642, 12.145705 | 10166500270002 | Ladda upp en bild av detta fornminne |
| Fuxerna 30:1               | Hällristning   |              | Fuxerna, Västergötland |       | 58.166631, 12.143975 | 10166500300001 | Ladda upp en bild av detta fornminne |
| Fuxerna 31:1               | Stensättning   |              | Fuxerna, Västergötland |       | 58.126431, 12.157316 | 10166500310001 | Ladda upp en bild av detta fornminne |
| Fuxerna 34:1               | Stensättning   |              | Fuxerna, Västergötland |       | 58.117138, 12.129470 | 10166500340001 | Ladda upp en bild av detta fornminne |
| Fuxerna 35:1               | Stensättning   |              | Fuxerna, Västergötland |       | 58.116027, 12.131504 | 10166500350001 | Ladda upp en bild av detta fornminne |
| Fuxerna 37:1               | Stensättning   |              | Fuxerna, Västergötland |       | 58.111483, 12.144863 | 10166500370001 | Ladda upp en bild av detta fornminne |
| Fuxerna 37:2               | Stensättning   |              | Fuxerna, Västergötland |       | 58.111454, 12.144625 | 10166500370002 | Ladda upp en bild av detta fornminne |
| Fuxerna 40:1               | Röse           |              | Fuxerna, Västergötland |       | 58.163647, 12.144246 | 10166500400001 | Ladda upp en bild av detta fornminne |
| Fuxerna 41:1               | Stensättning   |              | Fuxerna, Västergötland |       | 58.109753, 12.151432 | 10166500410001 | Ladda upp en bild av detta fornminne |
| Fuxerna 41:2               | Stensättning   |              | Fuxerna, Västergötland |       | 58.109886, 12.151517 | 10166500410002 | Ladda upp en bild av detta fornminne |
| Fuxerna 46:1               | Hällristning   |              | Fuxerna, Västergötland |       | 58.120116, 12.126884 | 10166500460001 | Ladda upp en bild av detta fornminne |
| Fuxerna 46:2               | Hällristning   |              | Fuxerna, Västergötland |       | 58.120140, 12.127021 | 10166500460002 | Ladda upp en bild av detta fornminne |
| Fuxerna 46:3               | Hällristning   |              | Fuxerna, Västergötland |       | 58.120197, 12.126918 | 10166500460003 | Ladda upp en bild av detta fornminne |
| Fuxerna 57:1               | Stensättning   |              | Fuxerna, Västergötland |       | 58.134668, 12.142717 | 10166500570001 | Ladda upp en bild av detta fornminne |
| Fuxerna 59:1               | Stensättning   |              | Fuxerna, Västergötland |       | 58.166757, 12.143422 | 10166500590001 | Ladda upp en bild av detta fornminne |

## Hjärtum
| Namn                           | Lämningstyp                 | Tillkomsttid | Historisk indelning | Plats | Läge                 | ID-nr          | Bild                                      |
| ------------------------------ | --------------------------- | ------------ | ------------------- | ----- | -------------------- | -------------- | ----------------------------------------- |
| Siors backe (Hjärtum 1:1)      | Hög                         |              | Hjärtum, Bohuslän   |       | 58.143180, 11.992517 | 10168400010001 | Ladda upp en bild av detta fornminne      |
| Siors backe (Hjärtum 1:2)      | Hög                         |              | Hjärtum, Bohuslän   |       | 58.143200, 11.992882 | 10168400010002 | Ladda upp en bild av detta fornminne      |
| Hjärtum 4:1                    | Stensättning                |              | Hjärtum, Bohuslän   |       | 58.149646, 11.994487 | 10168400040001 | Ladda upp en bild av detta fornminne      |
| Hjärtum 6:1                    | Fästning/skans              |              | Hjärtum, Bohuslän   |       | 58.154075, 12.051105 | 10168400060001 | Ladda upp en bild av detta fornminne      |
| Hjärtum 7:1                    | Stensättning                |              | Hjärtum, Bohuslän   |       | 58.166661, 12.034746 | 10168400070001 | Ladda upp en bild av detta fornminne      |
| Hjärtum 8:1                    | Röse                        |              | Hjärtum, Bohuslän   |       | 58.168598, 12.041792 | 10168400080001 | Ladda upp en bild av detta fornminne      |
| Hjärtum 14:1                   | Stensättning                |              | Hjärtum, Bohuslän   |       | 58.191382, 12.028088 | 10168400140001 | Ladda upp en bild av detta fornminne      |
| Hjärtum 15:1                   | Stensättning                |              | Hjärtum, Bohuslän   |       | 58.187357, 12.028936 | 10168400150001 | Ladda upp en bild av detta fornminne      |
| Hjärtum 18:1                   | Hög                         |              | Hjärtum, Bohuslän   |       | 58.173052, 12.014665 | 10168400180001 | Ladda upp en bild av detta fornminne      |
| Hjärtum 19:1                   | Hög                         |              | Hjärtum, Bohuslän   |       | 58.168306, 12.021104 | 10168400190001 | Ladda upp en bild av detta fornminne      |
| Hjärtum 19:2                   | Hög                         |              | Hjärtum, Bohuslän   |       | 58.168131, 12.021062 | 10168400190002 | Ladda upp en bild av detta fornminne      |
| Hjärtum 19:3                   | Hög                         |              | Hjärtum, Bohuslän   |       | 58.167919, 12.021082 | 10168400190003 | Ladda upp en bild av detta fornminne      |
| Hjärtum 20:1                   | Röse                        |              | Hjärtum, Bohuslän   |       | 58.132171, 12.103607 | 10168400200001 | Ladda upp en bild av detta fornminne      |
| Kistebergs rös (Hjärtum 21:1)  | Stenkammargrav              |              | Hjärtum, Bohuslän   |       | 58.132836, 12.101796 | 10168400210001 | Ladda upp en bild av detta fornminne      |
| Ström (Hjärtum 25:1)           | Hög                         |              | Hjärtum, Bohuslän   |       | 58.141065, 12.104971 | 10168400250001 | Ladda upp en bild av detta fornminne      |
| Ström (Hjärtum 25:2)           | Stensättning                |              | Hjärtum, Bohuslän   |       | 58.141014, 12.105268 | 10168400250002 | Ladda upp en bild av detta fornminne      |
| Ström (Hjärtum 25:3)           | Stensättning                |              | Hjärtum, Bohuslän   |       | 58.141144, 12.105297 | 10168400250003 | Ladda upp en bild av detta fornminne      |
| Ström (Hjärtum 25:4)           | Stensättning                |              | Hjärtum, Bohuslän   |       | 58.141131, 12.105553 | 10168400250004 | Ladda upp en bild av detta fornminne      |
| Hjärtum 26:1                   | Röse                        |              | Hjärtum, Bohuslän   |       | 58.141720, 12.103475 | 10168400260001 | Ladda upp en bild av detta fornminne      |
| Hjärtum 27:1                   | Hällristning                |              | Hjärtum, Bohuslän   |       | 58.145043, 12.124513 | 10168400270001 | Ladda upp en bild av detta fornminne      |
| Hjärtum 29:1                   | Stensättning                |              | Hjärtum, Bohuslän   |       | 58.149599, 12.116719 | 10168400290001 | Ladda upp en bild av detta fornminne      |
| Hjärtum 30:1                   | Stensättning                |              | Hjärtum, Bohuslän   |       | 58.153538, 12.117291 | 10168400300001 | Ladda upp en bild av detta fornminne      |
| Hjärtum 31:1                   | Stensättning                |              | Hjärtum, Bohuslän   |       | 58.153648, 12.118331 | 10168400310001 | Ladda upp en bild av detta fornminne      |
| Hjärtum 32:1                   | Röse                        |              | Hjärtum, Bohuslän   |       | 58.146473, 12.111042 | 10168400320001 | Ladda upp en bild av detta fornminne      |
| Hjärtum 34:1                   | Stensättning                |              | Hjärtum, Bohuslän   |       | 58.151787, 12.104894 | 10168400340001 | Ladda upp en bild av detta fornminne      |
| Hjärtum 35:1                   | Stensättning                |              | Hjärtum, Bohuslän   |       | 58.149350, 12.110761 | 10168400350001 | Ladda upp en bild av detta fornminne      |
| Hjärtum 35:2                   | Röse                        |              | Hjärtum, Bohuslän   |       | 58.149060, 12.110534 | 10168400350002 | Ladda upp en bild av detta fornminne      |
| Hjärtum 36:1                   | Stenkrets                   |              | Hjärtum, Bohuslän   |       | 58.148236, 12.110939 | 10168400360001 | Ladda upp en bild av detta fornminne      |
| Hjärtum 36:2                   | Grav markerad av sten/block |              | Hjärtum, Bohuslän   |       | 58.148228, 12.111161 | 10168400360002 | Ladda upp en bild av detta fornminne      |
| Hjärtum 36:3                   | Grav markerad av sten/block |              | Hjärtum, Bohuslän   |       | 58.148154, 12.111093 | 10168400360003 | Ladda upp en bild av detta fornminne      |
| Hjärtum 37:1                   | Hällristning                |              | Hjärtum, Bohuslän   |       | 58.149062, 12.112835 | 10168400370001 | Ladda upp en bild av detta fornminne      |
| Hjärtum 37:2                   | Hällristning                |              | Hjärtum, Bohuslän   |       | 58.149066, 12.112579 | 10168400370002 | Ladda upp en bild av detta fornminne      |
| Hjärtum 38:1                   | Stensättning                |              | Hjärtum, Bohuslän   |       | 58.149559, 12.111407 | 10168400380001 | Ladda upp en bild av detta fornminne      |
| Hjärtum 40:1                   | Hög                         |              | Hjärtum, Bohuslän   |       | 58.145964, 12.071306 | 10168400400001 | Ladda upp en bild av detta fornminne      |
| Hjärtum 40:2                   | Hög                         |              | Hjärtum, Bohuslän   |       | 58.145832, 12.071622 | 10168400400002 | Ladda upp en bild av detta fornminne      |
| Hjärtum 41:1                   | Hällristning                |              | Hjärtum, Bohuslän   |       | 58.144924, 12.076448 | 10168400410001 | Ladda upp en bild av detta fornminne      |
| Hjärtum 42:1                   | Hög                         |              | Hjärtum, Bohuslän   |       | 58.162689, 12.073294 | 10168400420001 | Ladda upp en bild av detta fornminne      |
| Hjärtum 42:2                   | Hög                         |              | Hjärtum, Bohuslän   |       | 58.162685, 12.073066 | 10168400420002 | Ladda upp en bild av detta fornminne      |
| Hjärtum 42:3                   | Stensättning                |              | Hjärtum, Bohuslän   |       | 58.162707, 12.072874 | 10168400420003 | Ladda upp en bild av detta fornminne      |
| Hjärtum 43:1                   | Stensättning                |              | Hjärtum, Bohuslän   |       | 58.152867, 12.110762 | 10168400430001 | Ladda upp en bild av detta fornminne      |
| Hjärtum 43:2                   | Stensättning                |              | Hjärtum, Bohuslän   |       | 58.152771, 12.110866 | 10168400430002 | Ladda upp en bild av detta fornminne      |
| Hjärtum 43:3                   | Stensättning                |              | Hjärtum, Bohuslän   |       | 58.152679, 12.110844 | 10168400430003 | Ladda upp en bild av detta fornminne      |
| Hjärtum 43:4                   | Hällristning                |              | Hjärtum, Bohuslän   |       | 58.153015, 12.110802 | 10168400430004 | Ladda upp en bild av detta fornminne      |
| Hjärtum 44:1                   | Gravfält                    |              | Hjärtum, Bohuslän   |       | 58.149748, 12.078688 | 10168400440001 | Ladda upp en bild av detta fornminne      |
| Hjärtum 45:1                   | Röse                        |              | Hjärtum, Bohuslän   |       | 58.149186, 12.081785 | 10168400450001 | Ladda upp en bild av detta fornminne      |
| Hjärtum 46:1                   | Stensättning                |              | Hjärtum, Bohuslän   |       | 58.143218, 12.101948 | 10168400460001 | Ladda upp en bild av detta fornminne      |
| Hjärtum 47:1                   | Stensättning                |              | Hjärtum, Bohuslän   |       | 58.154721, 12.094613 | 10168400470001 | Ladda upp en bild av detta fornminne      |
| Hjärtum 47:2                   | Hällristning                |              | Hjärtum, Bohuslän   |       | 58.154721, 12.094613 | 10168400470002 | Ladda upp en bild av detta fornminne      |
| Hjärtum 48:1                   | Stensättning                |              | Hjärtum, Bohuslän   |       | 58.150065, 12.108970 | 10168400480001 | Ladda upp en bild av detta fornminne      |
| Hjärtum 49:1                   | Stensättning                |              | Hjärtum, Bohuslän   |       | 58.162464, 12.071823 | 10168400490001 | Ladda upp en bild av detta fornminne      |
| Hjärtum 49:2                   | Stensättning                |              | Hjärtum, Bohuslän   |       | 58.162395, 12.071989 | 10168400490002 | Ladda upp en bild av detta fornminne      |
| Hjärtum 50:1                   | Stensättning                |              | Hjärtum, Bohuslän   |       | 58.145112, 12.115804 | 10168400500001 | Ladda upp en bild av detta fornminne      |
| Hjärtum 52:1                   | Hög                         |              | Hjärtum, Bohuslän   |       | 58.198587, 12.114883 | 10168400520001 | Ladda upp en bild av detta fornminne      |
| Hjärtum 52:2                   | Stensättning                |              | Hjärtum, Bohuslän   |       | 58.198745, 12.114975 | 10168400520002 | Ladda upp en bild av detta fornminne      |
| Hjärtum 52:3                   | Stensättning                |              | Hjärtum, Bohuslän   |       | 58.198696, 12.114800 | 10168400520003 | Ladda upp en bild av detta fornminne      |
| Hjärtum 53:1                   | Hällristning                |              | Hjärtum, Bohuslän   |       | 58.210140, 12.135242 | 10168400530001 | Ladda upp en bild av detta fornminne      |
| Hjärtum 54:1                   | Gravfält                    |              | Hjärtum, Bohuslän   |       | 58.210226, 12.126835 | 10168400540001 | Ladda upp en bild av detta fornminne      |
| Hjärtum 55:1                   | Hällristning                |              | Hjärtum, Bohuslän   |       | 58.204104, 12.118503 | 10168400550001 | Ladda upp en bild av detta fornminne      |
| Hjärtum 56:1                   | Röse                        |              | Hjärtum, Bohuslän   |       | 58.206129, 12.120170 | 10168400560001 | Ladda upp en bild av detta fornminne      |
| Hjärtum 56:2                   | Stensättning                |              | Hjärtum, Bohuslän   |       | 58.206034, 12.120561 | 10168400560002 | Ladda upp en bild av detta fornminne      |
| Hjärtum 58:1                   | Hällristning                |              | Hjärtum, Bohuslän   |       | 58.204172, 12.105118 | 10168400580001 | Ladda upp en bild av detta fornminne      |
| Hjärtum 59:1                   | Hällristning                |              | Hjärtum, Bohuslän   |       | 58.205171, 12.110145 | 10168400590001 | Ladda upp en bild av detta fornminne      |
| Hjärtum 59:2                   | Hällristning                |              | Hjärtum, Bohuslän   |       | 58.205290, 12.110177 | 10168400590002 | Ladda upp en bild av detta fornminne      |
| Hjärtum 60:1                   | Hällristning                |              | Hjärtum, Bohuslän   |       | 58.206513, 12.112969 | 10168400600001 | Ladda upp en bild av detta fornminne      |
| Hjärtum 65:1                   | Stensättning                |              | Hjärtum, Bohuslän   |       | 58.152506, 12.106232 | 10168400650001 | Ladda upp en bild av detta fornminne      |
| Hjärtum 66:1                   | Stensättning                |              | Hjärtum, Bohuslän   |       | 58.154384, 12.092127 | 10168400660001 | Ladda upp en bild av detta fornminne      |
| Hjärtum 69:1                   | Gravfält                    |              | Hjärtum, Bohuslän   |       | 58.155347, 12.096900 | 10168400690001 | Ladda upp en bild av detta fornminne      |
| Hjärtum 70:1                   | Gravfält                    |              | Hjärtum, Bohuslän   |       | 58.157644, 12.101765 | 10168400700001 | Ladda upp en bild av detta fornminne      |
| Hjärtum 72:1                   | Stenkrets                   |              | Hjärtum, Bohuslän   |       | 58.159713, 12.101062 | 10168400720001 | Ladda upp en bild av detta fornminne      |
| Hjärtum 72:2                   | Stenkrets                   |              | Hjärtum, Bohuslän   |       | 58.159617, 12.101059 | 10168400720002 | Ladda upp en bild av detta fornminne      |
| Hjärtum 72:3                   | Stenkrets                   |              | Hjärtum, Bohuslän   |       | 58.159504, 12.101051 | 10168400720003 | Ladda upp en bild av detta fornminne      |
| Hjärtum 74:1                   | Röse                        |              | Hjärtum, Bohuslän   |       | 58.158769, 12.105123 | 10168400740001 | Ladda upp en bild av detta fornminne      |
| Hjärtum 74:2                   | Röse                        |              | Hjärtum, Bohuslän   |       | 58.158633, 12.104670 | 10168400740002 | Ladda upp en bild av detta fornminne      |
| Hjärtum 77:1                   | Stensättning                |              | Hjärtum, Bohuslän   |       | 58.158971, 12.112191 | 10168400770001 | Ladda upp en bild av detta fornminne      |
| Hjärtum 78:1                   | Röse                        |              | Hjärtum, Bohuslän   |       | 58.159203, 12.113913 | 10168400780001 | Ladda upp en bild av detta fornminne      |
| Hjärtum 78:2                   | Stensättning                |              | Hjärtum, Bohuslän   |       | 58.159361, 12.113871 | 10168400780002 | Ladda upp en bild av detta fornminne      |
| Hjärtum 80:1                   | Stensättning                |              | Hjärtum, Bohuslän   |       | 58.158796, 12.113568 | 10168400800001 | Ladda upp en bild av detta fornminne      |
| Hjärtum 81:1                   | Röse                        |              | Hjärtum, Bohuslän   |       | 58.159768, 12.107468 | 10168400810001 | Ladda upp en bild av detta fornminne      |
| Hjärtum 82:1                   | Röse                        |              | Hjärtum, Bohuslän   |       | 58.160492, 12.103316 | 10168400820001 | Ladda upp en bild av detta fornminne      |
| Hjärtum 84:1                   | Röse                        |              | Hjärtum, Bohuslän   |       | 58.131373, 12.103544 | 10168400840001 | Ladda upp en bild av detta fornminne      |
| Hjärtum 85:1                   | Stensättning                |              | Hjärtum, Bohuslän   |       | 58.130610, 12.103909 | 10168400850001 | Ladda upp en bild av detta fornminne      |
| Hjärtum 86:1                   | Gravfält                    |              | Hjärtum, Bohuslän   |       | 58.129550, 12.103252 | 10168400860001 | Ladda upp en bild av detta fornminne      |
| Hjärtum 87:1                   | Stensättning                |              | Hjärtum, Bohuslän   |       | 58.140750, 12.090185 | 10168400870001 | Ladda upp en bild av detta fornminne      |
| Hjärtum 89:1                   | Stensättning                |              | Hjärtum, Bohuslän   |       | 58.176615, 12.101789 | 10168400890001 | Ladda upp en bild av detta fornminne      |
| Hjärtum 93:1                   | Gravfält                    |              | Hjärtum, Bohuslän   |       | 58.178762, 12.098586 | 10168400930001 | Ladda upp en till bild av detta fornminne |
| Hjärtum 95:1                   | Röse                        |              | Hjärtum, Bohuslän   |       | 58.200879, 12.095045 | 10168400950001 | Ladda upp en bild av detta fornminne      |
| Hjärtum 96:1                   | Röse                        |              | Hjärtum, Bohuslän   |       | 58.198831, 12.097731 | 10168400960001 | Ladda upp en bild av detta fornminne      |
| Bokullen (Hjärtum 98:1)        | Röse                        |              | Hjärtum, Bohuslän   |       | 58.194323, 12.077346 | 10168400980001 | Ladda upp en bild av detta fornminne      |
| Hjärtum 99:1                   | Stensättning                |              | Hjärtum, Bohuslän   |       | 58.190099, 12.086986 | 10168400990001 | Ladda upp en bild av detta fornminne      |
| Hjärtum 102:1                  | Stenkammargrav              |              | Hjärtum, Bohuslän   |       | 58.255940, 12.208955 | 10168401020001 | Ladda upp en bild av detta fornminne      |
| Hjärtum 103:1                  | Stenkammargrav              |              | Hjärtum, Bohuslän   |       | 58.268083, 12.196506 | 10168401030001 | Ladda upp en bild av detta fornminne      |
| Hjärtum 104:1                  | Röse                        |              | Hjärtum, Bohuslän   |       | 58.244579, 12.197737 | 10168401040001 | Ladda upp en bild av detta fornminne      |
| Hjärtum 106:1                  | Hällristning                |              | Hjärtum, Bohuslän   |       | 58.239412, 12.191224 | 10168401060001 | Ladda upp en bild av detta fornminne      |
| Hjärtum 106:2                  | Hällristning                |              | Hjärtum, Bohuslän   |       | 58.239444, 12.191405 | 10168401060002 | Ladda upp en bild av detta fornminne      |
| Hjärtum 107:1                  | Stensättning                |              | Hjärtum, Bohuslän   |       | 58.243862, 12.197844 | 10168401070001 | Ladda upp en bild av detta fornminne      |
| Rösefjäll (Hjärtum 108:1)      | Röse                        |              | Hjärtum, Bohuslän   |       | 58.232855, 12.147150 | 10168401080001 | Ladda upp en bild av detta fornminne      |
| Rösefjäll (Hjärtum 108:2)      | Röse                        |              | Hjärtum, Bohuslän   |       | 58.232502, 12.146600 | 10168401080002 | Ladda upp en bild av detta fornminne      |
| Rösefjäll (Hjärtum 108:3)      | Röse                        |              | Hjärtum, Bohuslän   |       | 58.232477, 12.146306 | 10168401080003 | Ladda upp en bild av detta fornminne      |
| Hjärtum 110:1                  | Fästning/skans              |              | Hjärtum, Bohuslän   |       | 58.214195, 12.148341 | 10168401100001 | Ladda upp en bild av detta fornminne      |
| Hjärtum 110:2                  | Fästning/skans              |              | Hjärtum, Bohuslän   |       | 58.214497, 12.148916 | 10168401100002 | Ladda upp en bild av detta fornminne      |
| Hjärtum 110:3                  | Fästning/skans              |              | Hjärtum, Bohuslän   |       | 58.214351, 12.149071 | 10168401100003 | Ladda upp en bild av detta fornminne      |
| Hjärtum 110:4                  | Fästning/skans              |              | Hjärtum, Bohuslän   |       | 58.214274, 12.148832 | 10168401100004 | Ladda upp en bild av detta fornminne      |
| Skansberget (Hjärtum 112:1)    | Fornborg                    |              | Hjärtum, Bohuslän   |       | 58.216436, 12.140924 | 10168401120001 | Ladda upp en bild av detta fornminne      |
| Hjärtum 113:1                  | Röse                        |              | Hjärtum, Bohuslän   |       | 58.215876, 12.130099 | 10168401130001 | Ladda upp en bild av detta fornminne      |
| Hjärtum 114:1                  | Röse                        |              | Hjärtum, Bohuslän   |       | 58.214840, 12.122882 | 10168401140001 | Ladda upp en bild av detta fornminne      |
| Hjärtum 114:2                  | Röse                        |              | Hjärtum, Bohuslän   |       | 58.214589, 12.123332 | 10168401140002 | Ladda upp en bild av detta fornminne      |
| Hjärtum 115:1                  | Röse                        |              | Hjärtum, Bohuslän   |       | 58.213000, 12.119560 | 10168401150001 | Ladda upp en bild av detta fornminne      |
| Hjärtum 116:1                  | Hällristning                |              | Hjärtum, Bohuslän   |       | 58.212713, 12.131428 | 10168401160001 | Ladda upp en bild av detta fornminne      |
| Våleberget (Hjärtum 117:1)     | Röse                        |              | Hjärtum, Bohuslän   |       | 58.213088, 12.113087 | 10168401170001 | Ladda upp en bild av detta fornminne      |
| Våleberget (Hjärtum 117:2)     | Stensättning                |              | Hjärtum, Bohuslän   |       | 58.213203, 12.113293 | 10168401170002 | Ladda upp en bild av detta fornminne      |
| Hjärtum 119:1                  | Röse                        |              | Hjärtum, Bohuslän   |       | 58.213233, 12.125359 | 10168401190001 | Ladda upp en bild av detta fornminne      |
| Pikstensröset (Hjärtum 120:1)  | Röse                        |              | Hjärtum, Bohuslän   |       | 58.226863, 12.134689 | 10168401200001 | Ladda upp en bild av detta fornminne      |
| Hjärtum 121:1                  | Hällristning                |              | Hjärtum, Bohuslän   |       | 58.219464, 12.148912 | 10168401210001 | Ladda upp en bild av detta fornminne      |
| Hjärtum 121:2                  | Hällristning                |              | Hjärtum, Bohuslän   |       | 58.219399, 12.148902 | 10168401210002 | Ladda upp en bild av detta fornminne      |
| Stenshuskullen (Hjärtum 122:1) | Fornborg                    |              | Hjärtum, Bohuslän   |       | 58.219475, 12.127429 | 10168401220001 | Ladda upp en bild av detta fornminne      |
| Solberget (Hjärtum 123:1)      | Hällristning                |              | Hjärtum, Bohuslän   |       | 58.211460, 12.135389 | 10168401230001 | Ladda upp en bild av detta fornminne      |
| Hjärtum 128:1                  | Stensättning                |              | Hjärtum, Bohuslän   |       | 58.214344, 12.148791 | 10168401280001 | Ladda upp en bild av detta fornminne      |
| Hjärtum 128:2                  | Stensättning                |              | Hjärtum, Bohuslän   |       | 58.214454, 12.148808 | 10168401280002 | Ladda upp en bild av detta fornminne      |
| Hjärtum 129:1                  | Röse                        |              | Hjärtum, Bohuslän   |       | 58.217999, 12.139693 | 10168401290001 | Ladda upp en bild av detta fornminne      |
| Hjärtum 130:1                  | Stensättning                |              | Hjärtum, Bohuslän   |       | 58.216732, 12.140772 | 10168401300001 | Ladda upp en bild av detta fornminne      |
| Hjärtum 131:1                  | Stensättning                |              | Hjärtum, Bohuslän   |       | 58.216470, 12.133351 | 10168401310001 | Ladda upp en bild av detta fornminne      |
| Hjärtum 139:1                  | Stensättning                |              | Hjärtum, Bohuslän   |       | 58.252794, 12.121640 | 10168401390001 | Ladda upp en bild av detta fornminne      |
| Hjärtum 139:2                  | Stensättning                |              | Hjärtum, Bohuslän   |       | 58.252868, 12.121895 | 10168401390002 | Ladda upp en bild av detta fornminne      |
| Hjärtum 156:1                  | Stenkrets                   |              | Hjärtum, Bohuslän   |       | 58.176542, 12.093530 | 10168401560001 | Ladda upp en bild av detta fornminne      |
| Hjärtum 156:2                  | Stensättning                |              | Hjärtum, Bohuslän   |       | 58.176630, 12.093650 | 10168401560002 | Ladda upp en bild av detta fornminne      |
| Hjärtum 158:1                  | Stensättning                |              | Hjärtum, Bohuslän   |       | 58.173119, 12.096798 | 10168401580001 | Ladda upp en bild av detta fornminne      |
| Hjärtum 159:1                  | Grav markerad av sten/block |              | Hjärtum, Bohuslän   |       | 58.179224, 12.099389 | 10168401590001 | Ladda upp en bild av detta fornminne      |
| Hjärtum 164:1                  | Röse                        |              | Hjärtum, Bohuslän   |       | 58.177260, 12.101983 | 10168401640001 | Ladda upp en bild av detta fornminne      |
| Hjärtum 168:1                  | Hög                         |              | Hjärtum, Bohuslän   |       | 58.177660, 12.096915 | 10168401680001 | Ladda upp en bild av detta fornminne      |
| Hjärtum 168:2                  | Hög                         |              | Hjärtum, Bohuslän   |       | 58.177465, 12.097180 | 10168401680002 | Ladda upp en bild av detta fornminne      |
| Hjärtum 169:1                  | Hög                         |              | Hjärtum, Bohuslän   |       | 58.177769, 12.098046 | 10168401690001 | Ladda upp en bild av detta fornminne      |
| Hjärtum 170:1                  | Hög                         |              | Hjärtum, Bohuslän   |       | 58.177759, 12.100295 | 10168401700001 | Ladda upp en bild av detta fornminne      |
| Hjärtum 171:1                  | Gravfält                    |              | Hjärtum, Bohuslän   |       | 58.188596, 12.106105 | 10168401710001 | Ladda upp en bild av detta fornminne      |
| Hjärtum 172:1                  | Stensättning                |              | Hjärtum, Bohuslän   |       | 58.186352, 12.105805 | 10168401720001 | Ladda upp en bild av detta fornminne      |
| Hjärtum 174:1                  | Hällristning                |              | Hjärtum, Bohuslän   |       | 58.181085, 12.111223 | 10168401740001 | Ladda upp en bild av detta fornminne      |
| Hjärtum 177:1                  | Röse                        |              | Hjärtum, Bohuslän   |       | 58.179054, 12.104746 | 10168401770001 | Ladda upp en bild av detta fornminne      |
| Hjärtum 177:2                  | Röse                        |              | Hjärtum, Bohuslän   |       | 58.179113, 12.105254 | 10168401770002 | Ladda upp en bild av detta fornminne      |
| Hjärtum 182:1                  | Hög                         |              | Hjärtum, Bohuslän   |       | 58.176556, 12.100823 | 10168401820001 | Ladda upp en bild av detta fornminne      |
| Hjärtum 183:1                  | Gravfält                    |              | Hjärtum, Bohuslän   |       | 58.187166, 12.105135 | 10168401830001 | Ladda upp en bild av detta fornminne      |
| Hjärtum 187:1                  | Fornborg                    |              | Hjärtum, Bohuslän   |       | 58.194962, 12.099467 | 10168401870001 | Ladda upp en bild av detta fornminne      |
| Hjärtum 188:1                  | Stensättning                |              | Hjärtum, Bohuslän   |       | 58.197875, 12.115604 | 10168401880001 | Ladda upp en bild av detta fornminne      |
| Hjärtum 189:1                  | Röse                        |              | Hjärtum, Bohuslän   |       | 58.168620, 12.034713 | 10168401890001 | Ladda upp en bild av detta fornminne      |
| Hjärtum 193:1                  | Hög                         |              | Hjärtum, Bohuslän   |       | 58.211314, 12.128489 | 10168401930001 | Ladda upp en bild av detta fornminne      |
| Hjärtum 194:1                  | Stensättning                |              | Hjärtum, Bohuslän   |       | 58.216027, 12.136744 | 10168401940001 | Ladda upp en bild av detta fornminne      |
| Hjärtum 195:1                  | Stensättning                |              | Hjärtum, Bohuslän   |       | 58.216197, 12.135267 | 10168401950001 | Ladda upp en bild av detta fornminne      |
| Hjärtum 196:1                  | Fästning/skans              |              | Hjärtum, Bohuslän   |       | 58.216091, 12.139701 | 10168401960001 | Ladda upp en bild av detta fornminne      |
| Hjärtum 198:1                  | Gravfält                    |              | Hjärtum, Bohuslän   |       | 58.242823, 12.182109 | 10168401980001 | Ladda upp en bild av detta fornminne      |
| Hjärtum 201:1                  | Stensättning                |              | Hjärtum, Bohuslän   |       | 58.256795, 12.214810 | 10168402010001 | Ladda upp en bild av detta fornminne      |
| Hjärtum 210:2                  | Stensättning                |              | Hjärtum, Bohuslän   |       | 58.243002, 12.186793 | 10168402100002 | Ladda upp en bild av detta fornminne      |
| Hjärtum 233:1                  | Hällristning                |              | Hjärtum, Bohuslän   |       | 58.217171, 12.149653 | 10168402330001 | Ladda upp en bild av detta fornminne      |
| Hjärtum 238:1                  | Stensättning                |              | Hjärtum, Bohuslän   |       | 58.155388, 12.098495 | 10168402380001 | Ladda upp en bild av detta fornminne      |
| Hjärtum 269:1                  | Stensättning                |              | Hjärtum, Bohuslän   |       | 58.138162, 12.086097 | 10168402690001 | Ladda upp en bild av detta fornminne      |
| Hjärtum 293:1                  | Hällristning                |              | Hjärtum, Bohuslän   |       | 58.303688, 12.143252 | 10168402930001 | Ladda upp en bild av detta fornminne      |
| Hjärtum 308                    | Stensättning                |              | Hjärtum, Bohuslän   |       | 58.128448, 12.044576 | 12000000105275 | Ladda upp en bild av detta fornminne      |
| Hjärtum 310                    | Stensättning                |              | Hjärtum, Bohuslän   |       | 58.134246, 12.047056 | 12000000105458 | Ladda upp en bild av detta fornminne      |
| Hjärtum 312                    | Stensättning                |              | Hjärtum, Bohuslän   |       | 58.122913, 12.061992 | 12000000105461 | Ladda upp en bild av detta fornminne      |
| Hjärtum 321                    | Stensättning                |              | Hjärtum, Bohuslän   |       | 58.138868, 12.021045 | 12000000105531 | Ladda upp en bild av detta fornminne      |

## Sankt Peder
| Namn             | Lämningstyp                 | Tillkomsttid | Historisk indelning        | Plats | Läge                 | ID-nr          | Bild                                 |
| ---------------- | --------------------------- | ------------ | -------------------------- | ----- | -------------------- | -------------- | ------------------------------------ |
| Sankt Peder 8:1  | Stensättning                |              | Sankt Peder, Västergötland |       | 58.025749, 12.173115 | 10176300080001 | Ladda upp en bild av detta fornminne |
| Sankt Peder 10:1 | Grav markerad av sten/block |              | Sankt Peder, Västergötland |       | 58.021484, 12.178714 | 10176300100001 | Ladda upp en bild av detta fornminne |
| Sankt Peder 15:1 | Stensättning                |              | Sankt Peder, Västergötland |       | 58.030316, 12.193304 | 10176300150001 | Ladda upp en bild av detta fornminne |
| Sankt Peder 29:1 | Stensättning                |              | Sankt Peder, Västergötland |       | 58.015702, 12.182104 | 10176300290001 | Ladda upp en bild av detta fornminne |
| Sankt Peder 29:2 | Stensättning                |              | Sankt Peder, Västergötland |       | 58.015595, 12.181809 | 10176300290002 | Ladda upp en bild av detta fornminne |
| Sankt Peder 29:3 | Grav markerad av sten/block |              | Sankt Peder, Västergötland |       | 58.015452, 12.182164 | 10176300290003 | Ladda upp en bild av detta fornminne |
| Sankt Peder 33:1 | Stensättning                |              | Sankt Peder, Västergötland |       | 58.032017, 12.196584 | 10176300330001 | Ladda upp en bild av detta fornminne |
| Sankt Peder 43:1 | Stensättning                |              | Sankt Peder, Västergötland |       | 58.030850, 12.195341 | 10176300430001 | Ladda upp en bild av detta fornminne |
| Sankt Peder 50:1 | Stensättning                |              | Sankt Peder, Västergötland |       | 58.036406, 12.158658 | 10176300500001 | Ladda upp en bild av detta fornminne |
| Sankt Peder 58:1 | Hällristning                |              | Sankt Peder, Västergötland |       | 58.029481, 12.193958 | 10176300580001 | Ladda upp en bild av detta fornminne |
| Sankt Peder 65   | Grav- och boplatsområde     |              | Sankt Peder, Västergötland |       | 58.038233, 12.178635 | 12000000066567 | Ladda upp en bild av detta fornminne |

## Tunge
| Namn       | Lämningstyp  | Tillkomsttid | Historisk indelning  | Plats | Läge                 | ID-nr          | Bild                                 |
| ---------- | ------------ | ------------ | -------------------- | ----- | -------------------- | -------------- | ------------------------------------ |
| Tunge 6:1  | Röse         |              | Tunge, Västergötland |       | 58.078157, 12.146974 | 10180300060001 | Ladda upp en bild av detta fornminne |
| Tunge 7:1  | Röse         |              | Tunge, Västergötland |       | 58.072847, 12.147676 | 10180300070001 | Ladda upp en bild av detta fornminne |
| Tunge 7:2  | Stensättning |              | Tunge, Västergötland |       | 58.072772, 12.147512 | 10180300070002 | Ladda upp en bild av detta fornminne |
| Tunge 7:3  | Stensättning |              | Tunge, Västergötland |       | 58.073032, 12.147809 | 10180300070003 | Ladda upp en bild av detta fornminne |
| Tunge 8:1  | Röse         |              | Tunge, Västergötland |       | 58.069012, 12.173962 | 10180300080001 | Ladda upp en bild av detta fornminne |
| Tunge 15:1 | Röse         |              | Tunge, Västergötland |       | 58.082226, 12.174105 | 10180300150001 | Ladda upp en bild av detta fornminne |
| Tunge 15:2 | Stensättning |              | Tunge, Västergötland |       | 58.082111, 12.174161 | 10180300150002 | Ladda upp en bild av detta fornminne |
| Tunge 45:1 | Stensättning |              | Tunge, Västergötland |       | 58.064079, 12.145922 | 10180300450001 | Ladda upp en bild av detta fornminne |
| Tunge 45:2 | Stensättning |              | Tunge, Västergötland |       | 58.064185, 12.145877 | 10180300450002 | Ladda upp en bild av detta fornminne |

## Västerlanda
| Namn                         | Lämningstyp         | Tillkomsttid | Historisk indelning   | Plats | Läge                 | ID-nr          | Bild                                 |
| ---------------------------- | ------------------- | ------------ | --------------------- | ----- | -------------------- | -------------- | ------------------------------------ |
| Västerlanda 1:1              | Hällristning        |              | Västerlanda, Bohuslän |       | 58.133014, 12.087609 | 10182400010001 | Ladda upp en bild av detta fornminne |
| Västerlanda 2:1              | Stensättning        |              | Västerlanda, Bohuslän |       | 58.133824, 12.093273 | 10182400020001 | Ladda upp en bild av detta fornminne |
| Västerlanda 7:1              | Stensättning        |              | Västerlanda, Bohuslän |       | 58.102740, 12.112507 | 10182400070001 | Ladda upp en bild av detta fornminne |
| Västerlanda 7:2              | Stensättning        |              | Västerlanda, Bohuslän |       | 58.102646, 12.112657 | 10182400070002 | Ladda upp en bild av detta fornminne |
| Västerlanda 7:3              | Stensättning        |              | Västerlanda, Bohuslän |       | 58.102552, 12.112532 | 10182400070003 | Ladda upp en bild av detta fornminne |
| Smörkullen (Västerlanda 8:1) | Stensättning        |              | Västerlanda, Bohuslän |       | 58.102694, 12.111694 | 10182400080001 | Ladda upp en bild av detta fornminne |
| Västerlanda 9:1              | Stensättning        |              | Västerlanda, Bohuslän |       | 58.099189, 12.113733 | 10182400090001 | Ladda upp en bild av detta fornminne |
| Västerlanda 10:1             | Stenkammargrav      |              | Västerlanda, Bohuslän |       | 58.103440, 12.109877 | 10182400100001 | Ladda upp en bild av detta fornminne |
| Västerlanda 11:1             | Hög                 |              | Västerlanda, Bohuslän |       | 58.102569, 12.108384 | 10182400110001 | Ladda upp en bild av detta fornminne |
| Västerlanda 12:1             | Fornborg            |              | Västerlanda, Bohuslän |       | 58.097297, 12.077077 | 10182400120001 | Ladda upp en bild av detta fornminne |
| Västerlanda 16:1             | Stensättning        |              | Västerlanda, Bohuslän |       | 58.093773, 12.123534 | 10182400160001 | Ladda upp en bild av detta fornminne |
| Västerlanda 17:1             | Stensättning        |              | Västerlanda, Bohuslän |       | 58.090693, 12.091315 | 10182400170001 | Ladda upp en bild av detta fornminne |
| Västerlanda 17:2             | Stensättning        |              | Västerlanda, Bohuslän |       | 58.090432, 12.091163 | 10182400170002 | Ladda upp en bild av detta fornminne |
| Västerlanda 19:1             | Hällristning        |              | Västerlanda, Bohuslän |       | 58.090396, 12.119583 | 10182400190001 | Ladda upp en bild av detta fornminne |
| Gullhögen (Västerlanda 25:1) | Hög                 |              | Västerlanda, Bohuslän |       | 58.089851, 12.117486 | 10182400250001 | Ladda upp en bild av detta fornminne |
| Västerlanda 33:1             | Stensättning        |              | Västerlanda, Bohuslän |       | 58.088111, 12.121414 | 10182400330001 | Ladda upp en bild av detta fornminne |
| Västerlanda 37:1             | Stensättning        |              | Västerlanda, Bohuslän |       | 58.116487, 12.119449 | 10182400370001 | Ladda upp en bild av detta fornminne |
| Västerlanda 37:2             | Stensättning        |              | Västerlanda, Bohuslän |       | 58.116209, 12.119491 | 10182400370002 | Ladda upp en bild av detta fornminne |
| Västerlanda 39:1             | Stensättning        |              | Västerlanda, Bohuslän |       | 58.112705, 12.119238 | 10182400390001 | Ladda upp en bild av detta fornminne |
| Västerlanda 41:1             | Hög                 |              | Västerlanda, Bohuslän |       | 58.100790, 12.120392 | 10182400410001 | Ladda upp en bild av detta fornminne |
| Västerlanda 42:1             | Röse                |              | Västerlanda, Bohuslän |       | 58.102800, 12.133001 | 10182400420001 | Ladda upp en bild av detta fornminne |
| Västerlanda 58:1             | Hällristning        |              | Västerlanda, Bohuslän |       | 58.090975, 12.121095 | 10182400580001 | Ladda upp en bild av detta fornminne |
| Västerlanda 58:2             | Hällristning        |              | Västerlanda, Bohuslän |       | 58.090822, 12.120717 | 10182400580002 | Ladda upp en bild av detta fornminne |
| Västerlanda 58:3             | Hällristning        |              | Västerlanda, Bohuslän |       | 58.090721, 12.120633 | 10182400580003 | Ladda upp en bild av detta fornminne |
| Västerlanda 58:4             | Hällristning        |              | Västerlanda, Bohuslän |       | 58.090768, 12.120792 | 10182400580004 | Ladda upp en bild av detta fornminne |
| Västerlanda 58:5             | Hällristning        |              | Västerlanda, Bohuslän |       | 58.090866, 12.120581 | 10182400580005 | Ladda upp en bild av detta fornminne |
| Västerlanda 58:6             | Hällristning        |              | Västerlanda, Bohuslän |       | 58.090965, 12.121302 | 10182400580006 | Ladda upp en bild av detta fornminne |
| Västerlanda 67:1             | Stensättning        |              | Västerlanda, Bohuslän |       | 58.095471, 12.124791 | 10182400670001 | Ladda upp en bild av detta fornminne |
| Västerlanda 69:1             | Stensättning        |              | Västerlanda, Bohuslän |       | 58.135759, 12.082952 | 10182400690001 | Ladda upp en bild av detta fornminne |
| Västerlanda 70:1             | Stensättning        |              | Västerlanda, Bohuslän |       | 58.134308, 12.086687 | 10182400700001 | Ladda upp en bild av detta fornminne |
| Västerlanda 72:1             | Gravfält            |              | Västerlanda, Bohuslän |       | 58.135750, 12.082346 | 10182400720001 | Ladda upp en bild av detta fornminne |
| Västerlanda 73:1             | Hög                 |              | Västerlanda, Bohuslän |       | 58.135534, 12.081524 | 10182400730001 | Ladda upp en bild av detta fornminne |
| Västerlanda 73:2             | Hög                 |              | Västerlanda, Bohuslän |       | 58.135492, 12.081817 | 10182400730002 | Ladda upp en bild av detta fornminne |
| Västerlanda 73:3             | Hög                 |              | Västerlanda, Bohuslän |       | 58.135371, 12.081670 | 10182400730003 | Ladda upp en bild av detta fornminne |
| Västerlanda 74:1             | Stensättning        |              | Västerlanda, Bohuslän |       | 58.133860, 12.084746 | 10182400740001 | Ladda upp en bild av detta fornminne |
| Västerlanda 78:1             | Stensättning        |              | Västerlanda, Bohuslän |       | 58.127460, 12.078434 | 10182400780001 | Ladda upp en bild av detta fornminne |
| Västerlanda 83:1             | Stensättning        |              | Västerlanda, Bohuslän |       | 58.101499, 12.114114 | 10182400830001 | Ladda upp en bild av detta fornminne |
| Västerlanda 105              | Stensättning        |              | Västerlanda, Bohuslän |       | 58.110408, 12.056038 | 12000000105465 | Ladda upp en bild av detta fornminne |
| Västerlanda 106              | Stensättning        |              | Västerlanda, Bohuslän |       | 58.112443, 12.058915 | 12000000105466 | Ladda upp en bild av detta fornminne |
| Gnällen (Västerlanda 109)    | Lägenhetsbebyggelse |              | Västerlanda, Bohuslän |       | 58.100291, 12.052131 | 12000000105567 | Ladda upp en bild av detta fornminne |
| Kneken (Västerlanda 112)     | Lägenhetsbebyggelse |              | Västerlanda, Bohuslän |       | 58.103520, 12.049963 | 12000000105570 | Ladda upp en bild av detta fornminne |

## Åsbräcka
| Namn                     | Lämningstyp    | Tillkomsttid | Historisk indelning     | Plats | Läge                 | ID-nr          | Bild                                 |
| ------------------------ | -------------- | ------------ | ----------------------- | ----- | -------------------- | -------------- | ------------------------------------ |
| Åsbräcka 2:1             | Stensättning   |              | Åsbräcka, Västergötland |       | 58.196140, 12.159168 | 10182800020001 | Ladda upp en bild av detta fornminne |
| Åsbräcka 3:1             | Stensättning   |              | Åsbräcka, Västergötland |       | 58.194757, 12.151486 | 10182800030001 | Ladda upp en bild av detta fornminne |
| Åsbräcka 3:2             | Stensättning   |              | Åsbräcka, Västergötland |       | 58.194616, 12.151517 | 10182800030002 | Ladda upp en bild av detta fornminne |
| Åsbräcka 4:1             | Gravfält       |              | Åsbräcka, Västergötland |       | 58.192617, 12.152941 | 10182800040001 | Ladda upp en bild av detta fornminne |
| Åsbräcka 5:1             | Röse           |              | Åsbräcka, Västergötland |       | 58.191030, 12.156556 | 10182800050001 | Ladda upp en bild av detta fornminne |
| Åsbräcka 5:2             | Stensättning   |              | Åsbräcka, Västergötland |       | 58.191141, 12.156872 | 10182800050002 | Ladda upp en bild av detta fornminne |
| Åsbräcka 5:3             | Stensättning   |              | Åsbräcka, Västergötland |       | 58.191231, 12.157028 | 10182800050003 | Ladda upp en bild av detta fornminne |
| Åsbräcka 6:1             | Stensättning   |              | Åsbräcka, Västergötland |       | 58.190165, 12.158582 | 10182800060001 | Ladda upp en bild av detta fornminne |
| Åsbräcka 7:1             | Stensättning   |              | Åsbräcka, Västergötland |       | 58.190426, 12.160056 | 10182800070001 | Ladda upp en bild av detta fornminne |
| Åsbräcka 8:1             | Stensättning   |              | Åsbräcka, Västergötland |       | 58.193512, 12.161746 | 10182800080001 | Ladda upp en bild av detta fornminne |
| Åsbräcka 8:2             | Stensättning   |              | Åsbräcka, Västergötland |       | 58.193305, 12.161580 | 10182800080002 | Ladda upp en bild av detta fornminne |
| Åsbräcka 8:3             | Stensättning   |              | Åsbräcka, Västergötland |       | 58.193629, 12.161721 | 10182800080003 | Ladda upp en bild av detta fornminne |
| Åsbräcka 9:1             | Röse           |              | Åsbräcka, Västergötland |       | 58.189503, 12.159176 | 10182800090001 | Ladda upp en bild av detta fornminne |
| Åsbräcka 9:2             | Stensättning   |              | Åsbräcka, Västergötland |       | 58.189440, 12.159000 | 10182800090002 | Ladda upp en bild av detta fornminne |
| Åsbräcka 10:1            | Stensättning   |              | Åsbräcka, Västergötland |       | 58.188737, 12.157389 | 10182800100001 | Ladda upp en bild av detta fornminne |
| Åsbräcka 11:1            | Stensättning   |              | Åsbräcka, Västergötland |       | 58.188065, 12.156912 | 10182800110001 | Ladda upp en bild av detta fornminne |
| Åsbräcka 12:1            | Stensättning   |              | Åsbräcka, Västergötland |       | 58.187132, 12.157002 | 10182800120001 | Ladda upp en bild av detta fornminne |
| Åsbräcka 12:2            | Stensättning   |              | Åsbräcka, Västergötland |       | 58.187231, 12.156809 | 10182800120002 | Ladda upp en bild av detta fornminne |
| Åsbräcka 12:3            | Stensättning   |              | Åsbräcka, Västergötland |       | 58.187328, 12.156154 | 10182800120003 | Ladda upp en bild av detta fornminne |
| Åsbräcka 13:1            | Röse           |              | Åsbräcka, Västergötland |       | 58.185678, 12.166732 | 10182800130001 | Ladda upp en bild av detta fornminne |
| Åsbräcka 14:1            | Röse           |              | Åsbräcka, Västergötland |       | 58.183007, 12.144754 | 10182800140001 | Ladda upp en bild av detta fornminne |
| Åsbräcka 15:1            | Hällristning   |              | Åsbräcka, Västergötland |       | 58.194956, 12.136542 | 10182800150001 | Ladda upp en bild av detta fornminne |
| Åsbräcka 16:1            | Hög            |              | Åsbräcka, Västergötland |       | 58.194500, 12.135855 | 10182800160001 | Ladda upp en bild av detta fornminne |
| Åsbräcka 16:2            | Hög            |              | Åsbräcka, Västergötland |       | 58.194315, 12.135755 | 10182800160002 | Ladda upp en bild av detta fornminne |
| Åsbräcka 18:1            | Röse           |              | Åsbräcka, Västergötland |       | 58.186502, 12.139070 | 10182800180001 | Ladda upp en bild av detta fornminne |
| Borgåsen (Åsbräcka 20:1) | Fornborg       |              | Åsbräcka, Västergötland |       | 58.184823, 12.131545 | 10182800200001 | Ladda upp en bild av detta fornminne |
| Åsbräcka 21:1            | Stensättning   |              | Åsbräcka, Västergötland |       | 58.178457, 12.151816 | 10182800210001 | Ladda upp en bild av detta fornminne |
| Åsbräcka 22:1            | Stenkammargrav |              | Åsbräcka, Västergötland |       | 58.180623, 12.152622 | 10182800220001 | Ladda upp en bild av detta fornminne |
| Åsbräcka 23:1            | Stensättning   |              | Åsbräcka, Västergötland |       | 58.177615, 12.145169 | 10182800230001 | Ladda upp en bild av detta fornminne |
| Åsbräcka 23:2            | Stensättning   |              | Åsbräcka, Västergötland |       | 58.177674, 12.145377 | 10182800230002 | Ladda upp en bild av detta fornminne |
| Åsbräcka 24:1            | Stensättning   |              | Åsbräcka, Västergötland |       | 58.167898, 12.153797 | 10182800240001 | Ladda upp en bild av detta fornminne |
| Åsbräcka 25:1            | Stensättning   |              | Åsbräcka, Västergötland |       | 58.169005, 12.154000 | 10182800250001 | Ladda upp en bild av detta fornminne |
| Åsbräcka 26:1            | Stenkrets      |              | Åsbräcka, Västergötland |       | 58.168434, 12.159908 | 10182800260001 | Ladda upp en bild av detta fornminne |
| Slottet (Åsbräcka 27:1)  | Röse           |              | Åsbräcka, Västergötland |       | 58.169202, 12.161759 | 10182800270001 | Ladda upp en bild av detta fornminne |
| Åsbräcka 31:1            | Stensättning   |              | Åsbräcka, Västergötland |       | 58.171691, 12.159751 | 10182800310001 | Ladda upp en bild av detta fornminne |
| Åsbräcka 37:1            | Hällristning   |              | Åsbräcka, Västergötland |       | 58.197545, 12.140359 | 10182800370001 | Ladda upp en bild av detta fornminne |
| Åsbräcka 37:2            | Hällristning   |              | Åsbräcka, Västergötland |       | 58.197520, 12.140671 | 10182800370002 | Ladda upp en bild av detta fornminne |
| Åsbräcka 41:1            | Stensättning   |              | Åsbräcka, Västergötland |       | 58.177285, 12.148179 | 10182800410001 | Ladda upp en bild av detta fornminne |
| Åsbräcka 63:1            | Stensättning   |              | Åsbräcka, Västergötland |       | 58.189332, 12.160076 | 10182800630001 | Ladda upp en bild av detta fornminne |
| Fuxerna 6:1              | Stensättning   |              | Åsbräcka, Västergötland |       | 58.177688, 12.130525 | 10166500060001 | Ladda upp en bild av detta fornminne |